# Kazimierz Czarnecki (śpiewak)

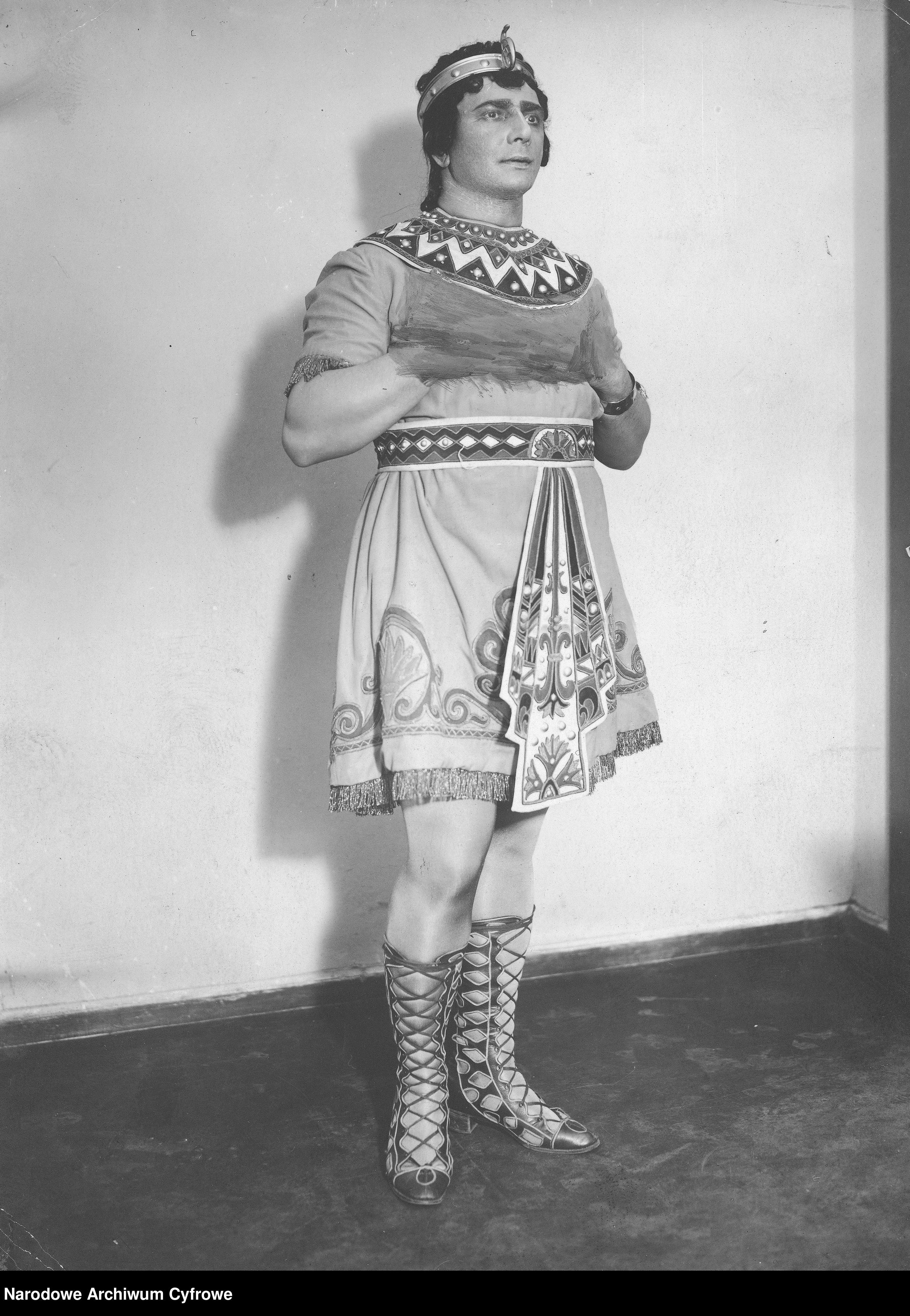
Kazimierz Czarnecki jako Radames podczas przedstawienia Aidy G. Verdiego w Teatrze Miejskim w Katowicach

Kazimierz Czarnecki właściwie Władysław Marszałek (ur. 10 grudnia 1882 w Krakowie, zm. 3 maja 1964 w Poznaniu) – polski śpiewak tenorowy, pedagog. 

## Życiorys
Był synem Jana Marszałka i Marii z domu Prachotek. Ukończył gimnazjum w Krakowie i zaczął studiować prawo na Uniwersytecie Jagiellońskim, a później historię sztuki w Paryżu i chemię w Zurychu. W 1911 podjął studia wokalne u Jana Reszkego w Paryżu i kontynuował je w latach 1912–1913 w Mediolanie. W 1916 zmienił urzędowo imię i nazwisko.
Debiutował jako tenor w 1914 w San Remo, a następnie do 1922 występował na scenach włoskich. W 1923 w związku z odzyskaniem przez Polskę stabilności politycznej powrócił do kraju i występował w Warszawie, Lwowie i Krakowie oraz gościnnie za granicą w mediolańskiej La Scali (1925), Barcelonie (1929–1930), Belgradzie (1931) i innych. Związał się z Operą Poznańską od sezonu 1923/1924, gdzie w latach 1923–1929, 1933–1937 oraz 1945–1947 śpiewał w 35 operach główne partie tenorowe. 
Lata II wojny światowej spędził w Jarosławiu, a w 1945 powrócił do Poznania. Wycofał się ze sceny i od 1947 działał jako referent w Wydziale Kultury Wojewódzkiej Rady Narodowej oraz do 1950 jako pedagog w Wyższej Szkole Operowej. W latach 1951–1961 działał jako docent w Państwowej Wyższej Szkole Muzycznej w Poznaniu. Do jego uczniów należeli: Irena Jezierska, Marian Kandela, Paulos Raptis i Sławomir Żerdzicki.